# فيكتور برودل
فيكتور برودل (بالسويدية: Viktor Prodell)‏ (29 فبراير 1988 بإسكيلستونا في السويد - ) هو لاعب كرة قدم سويدي في مركز الهجوم. شارك مع منتخب السويد لكرة القدم. أما مع النوادي، فقد لعب مع أتفدابيرجس وكيه في ميخيلين ونادي إلفسبورغ وEskilstuna City FK ‏.

## وصلات خارجية
- فيكتور برودل على موقع اتحاد السويد (السويدية)
- فيكتور برودل على موقع قاعدة بيانات كرة القدم.إي يو (الإنجليزية)
- فيكتور برودل على موقع ناشيونال فوتبول تيمز (الإنجليزية)
- فيكتور برودل على موقع Soccerway.com (الإنجليزية)